# Ausschaltstrom
Der Ausschaltstrom oder Abschaltstrom ist jene elektrische Stromstärke, für die ein Schalter, ein Relais- oder ein Schützkontakt, ein Lasttrennschalter oder ein Leistungsschalter beim Abschalten des Stromes spezifiziert sind.
Bei Sicherungen (Schmelzsicherungen und Leitungsschutzschaltern) sowie bei Leistungsschaltern wird der Abschaltstrom (hier ist dies der Kurzschlussstrom) auch als Schaltvermögen oder Abschaltvermögen bezeichnet. Die Sicherungseinrichtung muss innerhalb ihres Schaltvermögens einen Kurzschlussstrom sicher abschalten können, ohne dass durch einen unkontrollierten Lichtbogen oder übermäßige Hitzeentwicklung ein Schaden am Sicherungshalter oder umliegenden Bauteilen entsteht.

## Betriebsmäßiges Abschalten
Das betriebsmäßige Abschalten ist kritischer als das Einschalten, insbesondere bei induktiven Lasten: diese speichern nämlich in ihrem magnetischen Feld eine Energie, die proportional zum Quadrat des Stroms ist. Diese führt beim Abschalten dazu, dass der Strom unter allen Umständen weiterfließt (Selbstinduktion). Ist keine Schutzschaltung vorhanden (Freilaufdiode, RC-Glied bzw. Funkenlöschkombination, Varistor), so wird der Strom somit über die sich öffnenden Schaltkontakte weiterfließen, indem dort ein Schaltlichtbogen zündet. Diese Überspannung führt beim Ausschalten mit Halbleiterbauelementen zu einem Durchbruch und ohne Schutz zur Zerstörung des Halbleiterschalters.
Das Ausschalten führt insbesondere bei induktiven Lasten zu einem Störimpuls, der sich auf den Netzleitungen ausbreitet und andere Verbraucher stört. Auch dieser kann mit einer Funkenlöschkombination verringert werden.
Das Ausschaltvermögen von Schaltern und Schützen wird für verschiedene Lastarten angegeben (Widerstandslast, induktive Last). Bei hohen Strömen und Spannungen kann auch bei Widerstandslast ein Schaltlichtbogen entstehen. Können keine Schutzschaltungen angewendet werden, so muss (insbesondere bei Gleichstrom oder induktiven Lasten) dafür gesorgt werden, dass der Schaltlichtbogen gelöscht wird (durch Funkenlöschkammern, Hartgasschalter, Druckluft).
Bei Kondensatoren gibt es keine Probleme mit Ausschaltströmen oder -überspannungen.

## Abschalten bei Kurzschluss
Sicherungen und Leistungsschalter müssen den Stromkreis im Kurzschlussfall unterbrechen, ohne zerstört zu werden oder Brände auszulösen. Im Stromnetz treten Kurzschlussströme von einigen 100 bis einigen 10.000 Ampere auf. Das Abschaltvermögen von Feinsicherungen in Geräten ist dafür oft zu gering, sodass bei Kurzschluss auch der übergeordnete Leitungsschutzschalter anspricht.
Leistungsschalter in Mittelspannungs-Schaltanlagen müssen den Strom in der Regel dann abschalten, wenn im Netz z. B. durch Blitzschlag ein Lichtbogenfehler auftritt. Die dort auftretenden hohen Leistungen erfordern ein schnelles Abschalten, um Zerstörungen zu vermeiden. Der Leistungsschalter schützt so Transformatoren und Generatoren, er muss den Kurzschlussstrom nicht nur abschalten können, sondern auch die damit verbundenen elektromagnetischen Kräfte ertragen.
Bei geringeren Abschaltströmen werden zuweilen auch Kurzschließer zusammen mit Hochleistungs-Hochspannungs-Schmelzsicherungen (HH-Sicherungen) angewendet: wird ein Lichtbogenfehler erkannt, so schließt der Kurzschließer und sorgt für ein schnelleres und vollständiges Abschalten aller drei Drehstrom-Außenleiter.
In Kraftfahrzeugen beträgt die Spannung dagegen oft nur 12 Volt, sodass die auch hier hohen Kurzschlussströme (bis etwa 1.000 Ampere) auch mit recht einfachen Schmelzsicherungen beherrscht werden.